# Best Friend (Brandy)
Best Friend è un singolo della cantante statunitense Brandy, pubblicato nel 1995 ed estratto dall'album Brandy.

## Tracce
CD
1. Best Friend (Character R&B Mix feat. Channel Live) – 4:25
2. Best Friend (Rocapella Beat Box) – 4:20
3. Best Friend (Midday Club Mix) – 4:25
4. Best Friend (Character Summer Mix) – 4:25
5. Best Friend (Character R&B Mix without Rap) – 4:25